# Полулях, Борис Трофимович
Бори́с Трофи́мович Полуля́х (род. 10 июня 1938, Тбилиси) — советский прыгун в воду. Участник летних Олимпийских игр 1964 и 1968 годов, бронзовый призёр чемпионата Европы 1962 года.

## Биография
Борис Полулях родился 10 июня 1938 года в Тбилиси.
Выступал в соревнованиях по прыжках в воду за «Динамо» из Тбилиси. Четыре раза становился чемпионом СССР в прыжках с трамплина (1961, 1964—1965, 1967—1968).
В 1962 году завоевал бронзовую медаль чемпионата Европы по водным видам спорта в Лейпциге в прыжках с трамплина.
В 1964 году вошёл в состав сборной СССР на летних Олимпийских игр в Токио. В прыжках с трамплина занял 6-е место, набрав 138,64 балла и уступив 21,26 балла завоевавшему золото Кену Зицбергеру из США.
В 1968 году вошёл в состав сборной СССР на летних Олимпийских игр в Мехико. В прыжках с трамплина занял 20-е место, набрав 84,32 балла в квалификации и уступив 8,45 балла худшему из попавших в финал Михаилу Сафонову из СССР.
Мастер спорта СССР международного класса.